# Тремля (река)
Тре́мля (бел. Трэ́мля) — река в Гомельской области Беларуси, левый приток Припяти. Длина реки — 80 км, площадь водосборного бассейна — 769 км. Среднегодовой расход воды в сть — 2,92 м³/с. Средний наклон водной поверхности 0,3 м/км.
Долина невыразительная, пойма двухсторонняя. Русло от истока на протяжении 73,5 км канализировано. Замерзает в середине декабря, весеннее половодье в конце 2-й декады марта, продолжительность 92 суток. Основные притоки: река Медведь, канава Дубнянская, канал Плесецк (слева).
Начинается юго-восточнее деревни Романищи Октябрьского района, протекает по Калинковичскому, Петриковскому и Мозырскому районам преимущественно по восточной окраине низменности Припятского Полесья. Устье в пределах Мозырского района, в 2,7 км к юго-западу от деревни Михновичи Калинковичского района.